# K League Classic 2015
La K League Classic 2015 fue la 33ra temporada de la división más alta del fútbol en Corea del Sur desde el establecimiento en 1983 como K-League y la tercera temporada con su actual nombre, la K League Classic. El Jeonbuk Hyundai Motors es el campeón defensor, habiendo ganado su tercer título.

## Ascensos y descensos
| Pos. | Descendidos de la K League 2014 |
| ---- | ------------------------------- |
| 11.º | Sangju Sangmu                   |
| 12.º | Gyeongnam FC                    |

| Pos. | Ascendidos de la K League Challenge 2014 |
| ---- | ---------------------------------------- |
| 1.º  | Daejeon Citizen                          |
| 2.º  | Gwangju FC                               |

## Equipos
| Club                    | Ciudad             | Entrenador     | Propietario                 |
| ----------------------- | ------------------ | -------------- | --------------------------- |
| Busan IPark             | Busan              | Yoon Sung-hyo  | Hyundai Development Company |
| Daejeon Citizen         | Daejeon            | Cho Jin-ho     | Gobierno de Daejeon         |
| Gwangju                 | Gwangju            | Nam Ki-il      | Gobierno de Gwangju         |
| Incheon United          | Incheon            | Kim Do-hoon    | Gobierno de Incheon         |
| Jeju United             | Jeju               | Jo Sung-hwan   | SK Energy                   |
| Jeonbuk Hyundai Motors  | Jeonbuk            | Choi Kang-hee  | Hyundai Motor Company       |
| Jeonnam Dragons         | Gwangyang          | Roh Sang-rae   | POSCO                       |
| Pohang Steelers         | Pohang, Gyeongbuk  | Hwang Sun-hong | POSCO                       |
| Seongnam                | Seongnam, Gyeonggi | Kim Hak-bum    | Gobierno de Seongnam        |
| Seoul                   | Seoul              | Choi Yong-soo  | GS Group                    |
| Suwon Samsung Bluewings | Suwon, Gyeonggi    | Seo Jung-won   | Samsung Group               |
| Ulsan Hyundai           | Ulsan              | Yoon Jong-hwan | Hyundai Heavy Industries    |

### Estadios
| Busan IPark                | Daejeon Citizen           | Gwangju FC                | Incheon United           | Jeju United             | Jeonbuk Hyundai Motors       |
| -------------------------- | ------------------------- | ------------------------- | ------------------------ | ----------------------- | ---------------------------- |
| Busan Asiad Stadium        | Daejeon World Cup Stadium | Gwangju World Cup Stadium | Incheon Football Stadium | Jeju World Cup Stadium  | Jeonju World Cup Stadium     |
| Capacidad: 53,864          | Capacidad: 41,295         | Capacidad: 44,118         | Capacidad: 20,891        | Capacidad: 35,657       | Capacidad: 42,477            |
|                            |                           |                           |                          |                         |                              |
| Jeonnam Dragons            | Pohang Steelers           | Seongnam FC               | FC Seoul                 | Suwon Samsung Bluewings | Ulsan Hyundai                |
| Gwangyang Football Stadium | Pohang Steel Yard         | Tancheon Stadium          | Seoul World Cup Stadium  | Suwon World Cup Stadium | Ulsan Munsu Football Stadium |
| Capacidad: 20,009          | Capacidad: 25,000         | Capacidad: 16,250         | Capacidad: 66,806        | Capacidad: 43,959       | Capacidad: 44,474            |
|                            |                           |                           |                          |                         |                              |

## Jugadores foráneos
La cantidad máxima de jugadores extranjeros por equipo es 4, incluyendo un cupo para jugadores de países de la AFC. Un equipo puede usar cuatro jugadores extranjeros sobre el campo, incluyendo al menos uno de países de la AFC.
| Club                    | Jugador 1        | Jugador 2          | Jugador 3         | Jugador AFC          |
| ----------------------- | ---------------- | ------------------ | ----------------- | -------------------- |
| Busan IPark             | Bergson          | Nilson             | Wesley            |                      |
| Daejeon Citizen         | Adriano          | Ricardinho         |                   |                      |
| Gwangju FC              | Fábio Neves      | Gilberto Fortunato |                   |                      |
| Incheon United          | Kevin Oris       | Matej Jonjić       |                   |                      |
| Jeju United             | Fernando Karanga | Ricardo Lopes      |                   | Aleksandar Jovanović |
| Jeonbuk Hyundai Motors  | Edu              | Eninho             | Leonardo          | Alex Wilkinson       |
| Jeonnam Dragons         | Leandrinho       | Mislav Oršić       | Stevica Ristić    |                      |
| Pohang Steelers         | André Moritz     | Tiago              | Lazar Veselinović |                      |
| Seongnam FC             | Jorginho         | Lucas Pajeu        | Ricardo Bueno     |                      |
| FC Seoul                | Everton Santos   | Mauricio Molina    | Osmar Barba       |                      |
| Suwon Samsung Bluewings | Kaio             | Léo Itaperuna      | Santos            |                      |
| Ulsan Hyundai           | Tartá            | Filip Kasalica     | Server Djeparov   | Chikashi Masuda      |

- Jugadores de Corea del Norte (Considerados como jugadores nativos)

| Club                    | Jugador     |
| ----------------------- | ----------- |
| Suwon Samsung Bluewings | Jong Tae-se |

## Tabla de Clasificaciones

### Primera fase
| Pos | Equipos                | PJ | PG | PE | PP | GF | GC | Dif. | Pts. |
| --- | ---------------------- | -- | -- | -- | -- | -- | -- | ---- | ---- |
| 1.  | Jeonbuk Hyundai Motors | 33 | 21 | 5  | 7  | 54 | 35 | +19  | 68   |
| 2.  | Suwon Bluewings        | 33 | 17 | 9  | 7  | 53 | 36 | +17  | 60   |
| 3.  | Pohang Steelers        | 33 | 15 | 11 | 7  | 43 | 28 | +15  | 53   |
| 4.  | Seongnam               | 33 | 14 | 12 | 7  | 37 | 29 | +8   | 51   |
| 5.  | Seoul                  | 33 | 15 | 9  | 9  | 44 | 37 | +7   | 48   |
| 6.  | Jeju United            | 33 | 13 | 7  | 13 | 51 | 50 | +1   | 46   |
| 7.  | Incheon United         | 33 | 12 | 9  | 12 | 31 | 29 | +2   | 45   |
| 8.  | Jeonnam Dragons        | 33 | 10 | 12 | 11 | 40 | 43 | -3   | 42   |
| 9.  | Ulsan Hyundai          | 33 | 9  | 13 | 11 | 42 | 39 | +3   | 40   |
| 10. | Gwangju                | 33 | 8  | 11 | 14 | 31 | 40 | -9   | 35   |
| 11. | Busan IPark            | 33 | 5  | 9  | 19 | 27 | 49 | -22  | 24   |
| 12. | Daejeon Citizen        | 33 | 2  | 7  | 24 | 27 | 65 | -38  | 13   |

* PJ=Juegos; PG=Victorias; PE=Empates; PP=Derrotas; GF=Goles a favor; GC=Goles en contra; Dif=Diferencia de goles, Pts=Puntos.
|  |                                         |
|  | Clasificados al grupo por el campeonato |
|  | Disputan el grupo por el descenso       |

Fuente:

### Grupo campeonato
| Pos | Equipos                | PJ | PG | PE | PP | GF | GC | Dif. | Pts. |
| --- | ---------------------- | -- | -- | -- | -- | -- | -- | ---- | ---- |
| 1.  | Jeonbuk Hyundai Motors | 38 | 22 | 7  | 9  | 57 | 39 | +18  | 73   |
| 2.  | Suwon Bluewings        | 38 | 19 | 10 | 9  | 60 | 43 | +17  | 67   |
| 3.  | Pohang Steelers        | 38 | 18 | 12 | 8  | 49 | 32 | +17  | 66   |
| 4.  | FC Seoul               | 38 | 17 | 11 | 10 | 52 | 44 | +8   | 62   |
| 5.  | Seongnam               | 38 | 15 | 15 | 8  | 41 | 33 | +8   | 60   |
| 6.  | Jeju United            | 38 | 14 | 8  | 16 | 55 | 56 | -1   | 50   |

- PJ=Juegos; PG=Victorias; PE=Empates; PP=Derrotas; GF=Goles a favor; GC=Goles en contra; Dif=Diferencia de goles, Pts=Puntos.

### Grupo descenso
| Pos | Equipos         | PJ | PG | PE | PP | GF | GC | Dif. | Pts. |
| --- | --------------- | -- | -- | -- | -- | -- | -- | ---- | ---- |
| 7.  | Ulsan Hyundai   | 38 | 13 | 14 | 11 | 54 | 45 | +9   | 53   |
| 8.  | Incheon United  | 38 | 13 | 12 | 13 | 35 | 32 | +3   | 51   |
| 9.  | Jeonnam Dragons | 38 | 12 | 13 | 13 | 46 | 51 | -5   | 49   |
| 10. | Gwangju         | 38 | 10 | 12 | 16 | 35 | 44 | -9   | 42   |
| 11. | Busan IPark     | 38 | 5  | 11 | 22 | 30 | 55 | −25  | 26   |
| 12. | Daejeon Citizen | 38 | 4  | 7  | 27 | 32 | 72 | −40  | 19   |

- PJ=Juegos; PG=Victorias; PE=Empates; PP=Derrotas; GF=Goles a favor; GC=Goles en contra; Dif=Diferencia de goles, Pts=Puntos.

|  |                                                             |
|  | Campeón y clasificado a la Liga de Campeones de la AFC 2016 |
|  | Clasificados a la Liga de Campeones de la AFC 2016          |
|  | playoff para mantener la categoría.                         |
|  | Descendido a K League Challenge.                            |

### Playoff descenso
Se enfrentan el penúltimo de la K League Classic contra el segundo clasificado de la K League Challenge en partidos de ida y vuelta. El ganador juega la próxima temporada en la K League Classic 2016
| Equipo 1 | Agr.  | Equipo 2    | Ida   | Vuelta |
| -------- | ----- | ----------- | ----- | ------ |
| Suwon FC | 3 - 0 | Busan IPark | 1 - 0 | 2 - 0  |

- Suwon FC obtiene el ascenso a la K League Classic 2016, Busan IPark desciende a la K League Challenge.

## Goleadores
Actualizado al 29 de noviembre de 2015.
| Pos. | Jugador         | Club                    | Goles |
| ---- | --------------- | ----------------------- | ----- |
| 1    | Kim Shin-Wook   | Ulsan Hyundai           | 18    |
| 2    | Adriano         | Daejeon Citizen / Seoul | 15    |
| 2    | Hwang Ui-Jo     | Seongnam                | 15    |
| 4    | Lee Dong-Gook   | Jeonbuk Hyundai Motors  | 13    |
| 5    | Santos          | Suwon Samsung Bluewings | 12    |
| 5    | Lee Jong-Ho     | Jeonnam Dragons         | 12    |
| 5    | Stevica Ristić  | Jeonnam Dragons         | 12    |
| 8    | Edu             | Jeonbuk Hyundai Motors  | 11    |
| 8    | Ricardo Lopes   | Jeju United             | 11    |
| 10   | Kwon Chang-Hoon | Suwon Samsung Bluewings | 10    |
| 10   | Leonardo        | Jeonbuk Hyundai Motors  | 10    |

## Campeón
|                                           |
|                                           |
| Campeón Jeonbuk Hyundai Motors 4.º título |